# Zhulin (köping i Kina, lat 34,70, long 113,12)
Zhulin (kinesiska: 竹林, 竹林镇) är en köping i Kina. Den ligger i provinsen Henan, i den centrala delen av landet, omkring 49 kilometer väster om provinshuvudstaden Zhengzhou. Antalet invånare är 10 441. Befolkningen består av 5 263 kvinnor och 5 178 män. Barn under 15 år utgör 15,0 %, vuxna 15-64 år 74 %, och äldre över 65 år 9,0 %.
Genomsnittlig årsnederbörd är 617 millimeter. Den regnigaste månaden är juli, med i genomsnitt 126 mm nederbörd, och den torraste är december, med 4 mm nederbörd.